# Кастанаевская улица
Кастана́евская у́лица (название 17 декабря 1948 года, по другим данным 1958 год) улица в Западном административном округе города Москвы на территории районов Филёвский Парк и Фили-Давыдково. Это главная улица исторического района массовой жилищной застройки Фили-Мазилово, известного также как «Квартал № 69».

## Описание
Улица начинается от улицы Барклая и проходит параллельно Филёвской линии метро от станции «Багратионовская» до станции «Кунцевская». Слева примыкают — 3-я Филёвская, Тарутинская и Житомирская улицы и Старорублёвское шоссе. Справа — Мазиловская улица. Пересекает улицы: 2-я Филёвская, Минская и Пивченкова. Улица заканчивается примыканием к Рублёвскому шоссе, возле станции метро «Кунцевская». На пересечении с Минской улицей расположена площадь Ромена Роллана.
Справа параллельно Кастанаевской улице проходит улица Олеко Дундича. С Кастанаевской улицей она соединяется в своём начале — возле дома № 4 — и своём конце — возле дома № 40. Кастанаевская улица также соединяется безымянными проездами — с проходящими параллельно слева улицей Василисы Кожиной и с улицей Герасима Курина.
Нумерация домов начинается от улицы Барклая.

## Происхождение названия и история
В конце 30-х годов XX века на месте будущей улицы был построен посёлок Кастанаева, состоящий примерно из 30 двухэтажных домов барачного типа. Своё название он получил в честь лётчика Кастанаева, который входил в состав экипажа самолёта С. А. Леваневского, бесследно пропавшего при попытке перелёта из Москвы в США через Северный полюс в 1937 году. В 50-е годы прошлого века во времена массового строительства здания посёлка были снесены и заменены более современными, кроме того, была снесена и соседняя деревня Мазилово, возник общий проект Фили-Мазилово, по которому и пролегла Кастанаевская улица.
По разным источникам, название Кастанаевской улице было дано либо в 1958 году, либо ранее, ещё 17 декабря 1948 года. До этого она называлась Главной улицей. Старое название (части улицы): 2-й Фильский проезд

## Здания и сооружения

### По нечётной стороне
- № 9 к. 2 — муниципалитет района Филёвский Парк, клуб «Робинзон».
- № 9 с. 2 — ИС ГКУ диспетчерская района Филёвский парк.
- № 13 — ТСЖ «Кастанаевец».
- № 21 — Централизованная бухгалтерия управления здравоохранения ЗАО.
- № 27 к. 3 — ИС ГКУ диспетчерская района Фили-Давыдково.
- № 27 к. 4 — Совет ветеранов войны и труда района Фили — Давыдково № 11.
- № 29 — средняя общеобразовательная школа № 261.
- № 43 — средняя общеобразовательная школа № 2101 (начальное отделение; б. школа № 73).
- № 45 — средняя общеобразовательная школа № 2101 (основное и среднее отделения; б. школа № 262).
- № 45 к. 1 — жилой дом серии И-155-С; ТЦСО № 31 — отделение ТСР (технические средства реабилитации).
- № 47 — филиал № 4 Клинико-диагностический центр, Главное бюро МСЭ, аптечный пункт.
- № 51 к. 1 — Совет ветеранов войны и труда района Фили-Давыдково, Фили-Давыдково ИС ГКУ диспетчерская, Творческая группа «Эго», ТСЖ «Луч и Восход», мировой судья.
- № 51 к. 3 — ТСЖ «Башня — К», Централизованная бухгалтерия № 7 Западного окружного управления образования департамента образования Москвы.

### По чётной стороне
- № 2/9 — Фольклорный центр «Москва» (бывший кинотеатр «Украина»)
- № 10 — Средняя образовательная школа № 590.
- № 16 к. 2 — Детский сад № 1773.
- № 26 — Дневной стационар наркологического диспансера № 8.
- № 28 — Колледж парикмахерского искусства № 66.
- № 42 к. 1 — жилой дом серии II-29, Сбербанк России, универсам.
- № 50 — жилой дом серии II-29/37; ЖСК Авиатор.
- № 52 — жилой дом серии II-68; библиотека № 202 — культурный центр имени Фазиля Искандера ЦБС ЗАО (бывш. библиотека семейного чтения № 185 ЦБС Кунцево).
- № 54 — жилой дом серии II-68; стоматологическая клиника сети «Современная стоматология», женская консультация при поликлинике КДЦ № 4, филиала № 4.
- № 62 — жилой дом серии II-68-02; участковое отделение полиции по району Фили-Давыдково, ЗАО, города Москвы.
- № 64 — школа № 2101 — дошкольное отделение.

После станции метро «Пионерской» в сторону станции «Кунцевской» вдоль улицы тянется старинный Мазиловский пруд.

## Транспорт
По улице проходят следующие маршруты автобусов:
- № 11, 612, 867 (от Рублёвского шоссе до улицы Герасима Курина и обратно);
- № 73 (от Минской до Житомирской улицы и от Житомирской улицы до Мазиловской улицы);
- № 89 (в одну сторону от улицы Герасима Курина до Минской улицы);
- № 366 (от улицы Герасима Курина до Минской улицы) и от улицы Барклая до улицы Герасима Курина);
- № 135 (от Житомирской улицы до безымянного проезда у метро «Пионерская»);
- № 366 (от метро «Белорусская» до конечной станции «Улица Герасима Курина»).
- № 470 (от улицы Барклая до Минской улицы);
- № 610 (от метро «Кунцевская» до конечной станции «Улица Герасима Курина»).

### Ближайшие станции метро
Улица идёт практически параллельно Филёвской линии метро и станции находятся в равном удалении от улицы (≈ 300 метров).
- Багратионовская
- Филёвский парк
- Пионерская
- Кунцевская  Кунцевская (недалеко от пересечения улицы с Рублёвским шоссе)
- Славянский бульвар
- Славянский бульвар